# Halcones de Morelos
El Halcones de Morelos Futbol Club fue un equipo de fútbol de México. Tuvo como sede la ciudad de Cuernavaca, Morelos. Participó en el grupo 2 de la Serie A la Segunda División de México.

## Historia
Cuando el club Zacatepec Siglo XXI desapareció, Athletic Club Morelos también lo haría al ser filial de Zacatepec, pero la franquicia fue comprada por el Gobierno del Estado de Morelos y el 7 de julio de 2017, el Gobernador Graco Ramírez presentó oficialmente al equipo.
Al finalizar el Clausura 2018, el equipo desapareció.

## Estadio
El Estadio Centenario se ubica al norte de la ciudad de Cuernavaca, Morelos, en la Avenida Universidad, en la colonia Lienzo Charro. En este estadio juega el Atlético Cuernavaca de la Tercera División de México. Es el tercer estadio más grande del Estado de Morelos con capacidad de 14800 personas después del Estadio Agustín Coruco Díaz y del Estadio Mariano Matamoros.

## Temporadas
Franquicia A.C. Morelos 
| Apertura 2017 | 3.Segunda Serie A | 15o. Grupo II |
| Clausura 2018 | 3.Segunda Serie A | 11o. Grupo II |